# HMS Kempenfelt (I18)
El HMS Kempenfelt fue un destructor de la Clase C que sirvió en la Royal Navy en el periodo de entreguerras y que fue transferido a la Marina Real Canadiense durante la Segunda Guerra Mundial. 

## Alta y primeros años
El HMS Kempenfelt fue encargado en 1929 y se puso su quilla en grada el 18 de octubre de 1930 en los astilleros de J. Samuel White en Cowes. Fue botado el 29 de octubre de 1931 y dado de alta el 30 de mayo de 1932. Durante la guerra civil española, rescató a los náufragos del crucero Baleares tras el hundimiento de este por parte del destructor Lepanto acompañado por otros buques. Continuó prestando servicio activo hasta el inicio de las hostilidades en septiembre de 1939.

## Servicio en tiempo de guerra y transferencia
El Kempenfelt partió de su base naval en septiembre con la decimoctava flotilla de destructores para operar cerca de Plymouth y para realizar patrullas antisubmarinas en el Canal de la mancha. El 3 de septiembre fue desplegado con los destructores de Clase A HMS Acasta, HMS Acheron, HMS Antelope y HMS Ardent, y basados en la isla de Pórtland.
El 9 de septiembre, junto con los destructores HMS Ardent y HMS Echo escoltaron al portaaviones HMS Courageous en una operación antisubmarinos (Operación AS2). El Kempenfelt retornó a Plymouth el 14 de septiembre de 1939 para ser preparado para la transferencia a la Armada Real Canadiense. 
El 28 de septiembre de 1939 el colisionó con el mercante británico SS Hester de Newhaven (East Sussex). El Kempenfelt permaneció en reparaciones en los astilleros de Devonport hasta el 7 de noviembre. Cuando la orden de transferencia, fue formalmente aprobada, y el Kempenfelt fue formalmente entregado el 19 de octubre, momento en el que fue renombrado como HMCS Assiniboine (I18)

## Como HMCSAssiniboine
El 8 de marzo de 1941, el Assiniboine, junto con el HMS Dunedin (D-93) interceptó y capturó al mercante alemán Hannover cerca de Jamaica. 
El 31 de agosto de 1941 rescató a 3 supervivientes del mercante británico Embassage torpedeado por el U-Boot U-557 el 27 de agosto a unas 100 millas náuticas al oeste de las Islas Achill.
El 3 de mayo de 1942, el Assiniboine y el HMCS Alberni (K-103), rescataron a 47 supervivientes del petrolero británico British Workman que había sido torpedeado por el U-455 al sursudeste del Cabo Race.
El Assiniboine fue asignado al atlántico norte al grupo C-1 de escolta de convoyes, en el cual, escoltó a los convoyes ONS-112 y SC-94. Mientras escoltaba el convoy SC-94 el 6 de agosto de 1942, el Assiniboine se anotó su primera victoria cuando atacó e impacto con cargas de profundidad al U-210 al sur del cabo Farewell.
Tras ser modernizado, fue asignado al grupo de escolta de convoyes C-3, con el que realizó tareas de escolta a los convoyes HX-221 y ONS-163. El 2 de marzo de 1943 el Assiniboine resultó dañado por sus propias cargas de profundidad en el transcurso de un combate con el U-119. Necesitó 3 meses de reparaciones en Liverpool.
El 14 de febrero de 1945 el Assiniboine colisionó con el mercante Empire Bond en el Canal de la Mancha. Se le realizaron las reparaciones en Sheerness y volvió al servicio activo a finales de marzo
Sobrevivió a la guerra, pero en esos momentos, ya se le consideraba obsoleto, por lo que fue dado de baja en la RCN el 8 de agosto de 1945.

## Encallado
Fue vendido por la RCN a la empresa Sorel de Quebec y el 7 de noviembre de 1945; cuando era trasladado a Baltimore (Maryland) para ser desguazado, se encontró con una severa tormenta a algunas millas al norte de la isla Prince Edward.
El Assiniboine rompió la línea de remolque pero fue asegurado temporalmente por el remolcador a popa y llevado a aguas abrigadas y cercanas en tierra donde ambas naves fueron ancladas para fijar las líneas de la remolque. 
Las condiciones atmosféricas cambiaron mientras que las naves estaban ancladas y quedaron expuestas repentinamente a condiciones más duras. El remolcador intentó remolcar al Assiniboine hacia el estrecho de Canso pero la tripulación del remolcador, estaba compuesta por solo 7 personas a bordo del Assiniboine que levó ancla, la fuerza del viento, volvió a partir la línea de remolque, y el buque fue empujado hacia tierra.
El Assiniboine encalló en un banco de arena y la tripulación pudo ser evacuada. El 13 de noviembre un viento del norte, puso a flote nuevamente el destructor pero la nave a la deriva, volvió a encallar a solo 45 metros de orilla
Los residentes de la zona, intentaron salvar partes del destructor, y un hombre, fue aparentemente asesinado cuando intentaba retirar una de las hélices de bronce del Assiniboine. La empresa dueña del remolcador y el dueño del destructor se lavaron las manos con respecto al futuro del buque, al no seguir perteneciendo a la RCN el gobierno federal también intentó lavarse las manos de la responsabilidad del pecio. 
Hubo algunos intentos de remolcar el casco del Assiniboine. Finalmente, sus propietarios, autorizaron a las empresas locales a retirar las piezas de cobre y latón del pecio, pero a finales de la década de 1940 estas operaciones de salvamento, habían finalizado, y lo que quedaba del buque, se iba deteriorando en la playa de Kings County. Finalmente, en 1952, se desmanteló el destructor "in situ" y fue totalmente removido de la playa en pocas semanas.